# Mårten Triewald
Mårten Triewald, född 18 november 1691 i Stockholm, död 8 augusti 1747 i Stockholm, var en svensk handelsman, ingenjör och amatörfysiker.

## Biografi

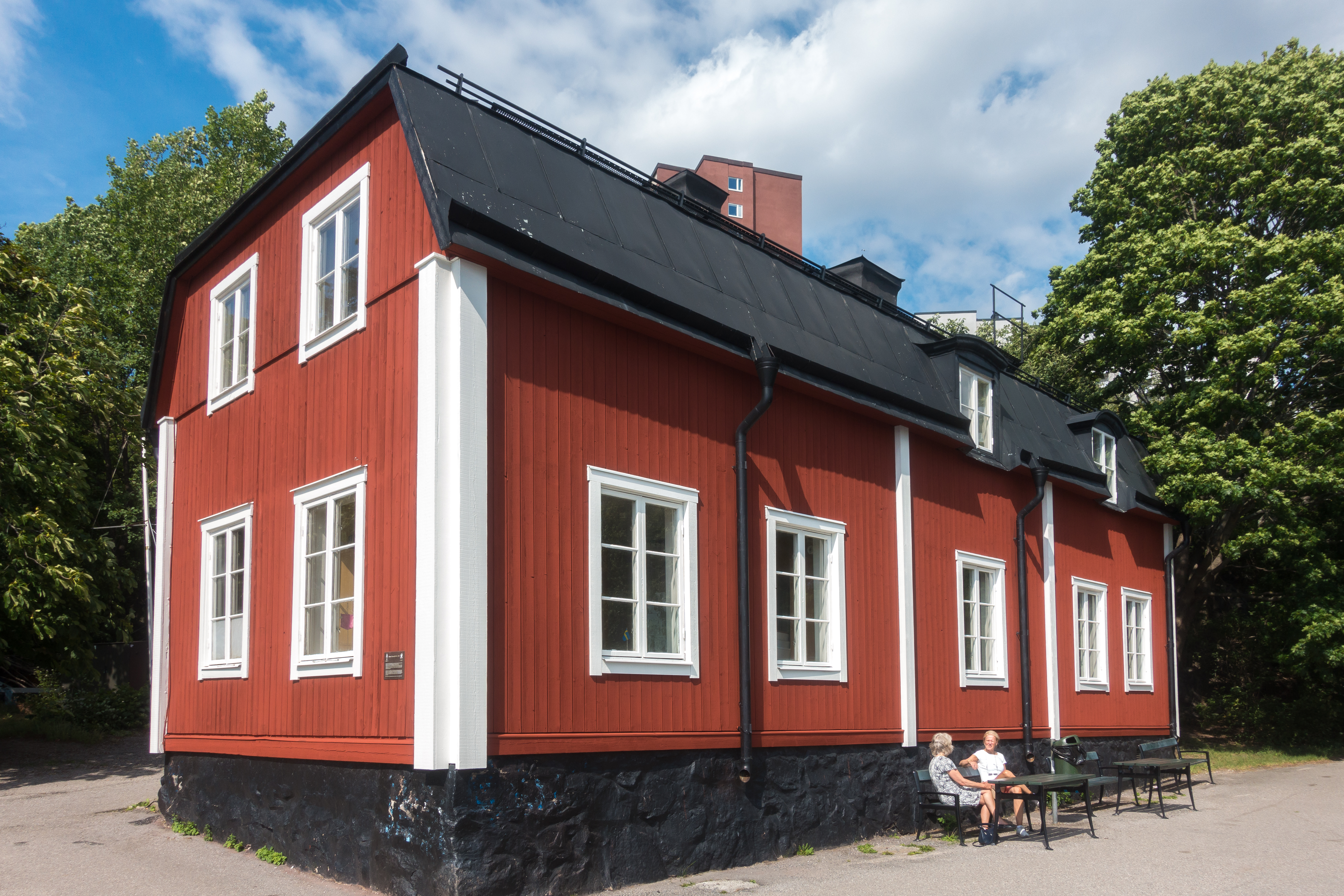
Mårten Triewalds malmgård i juli 2020.

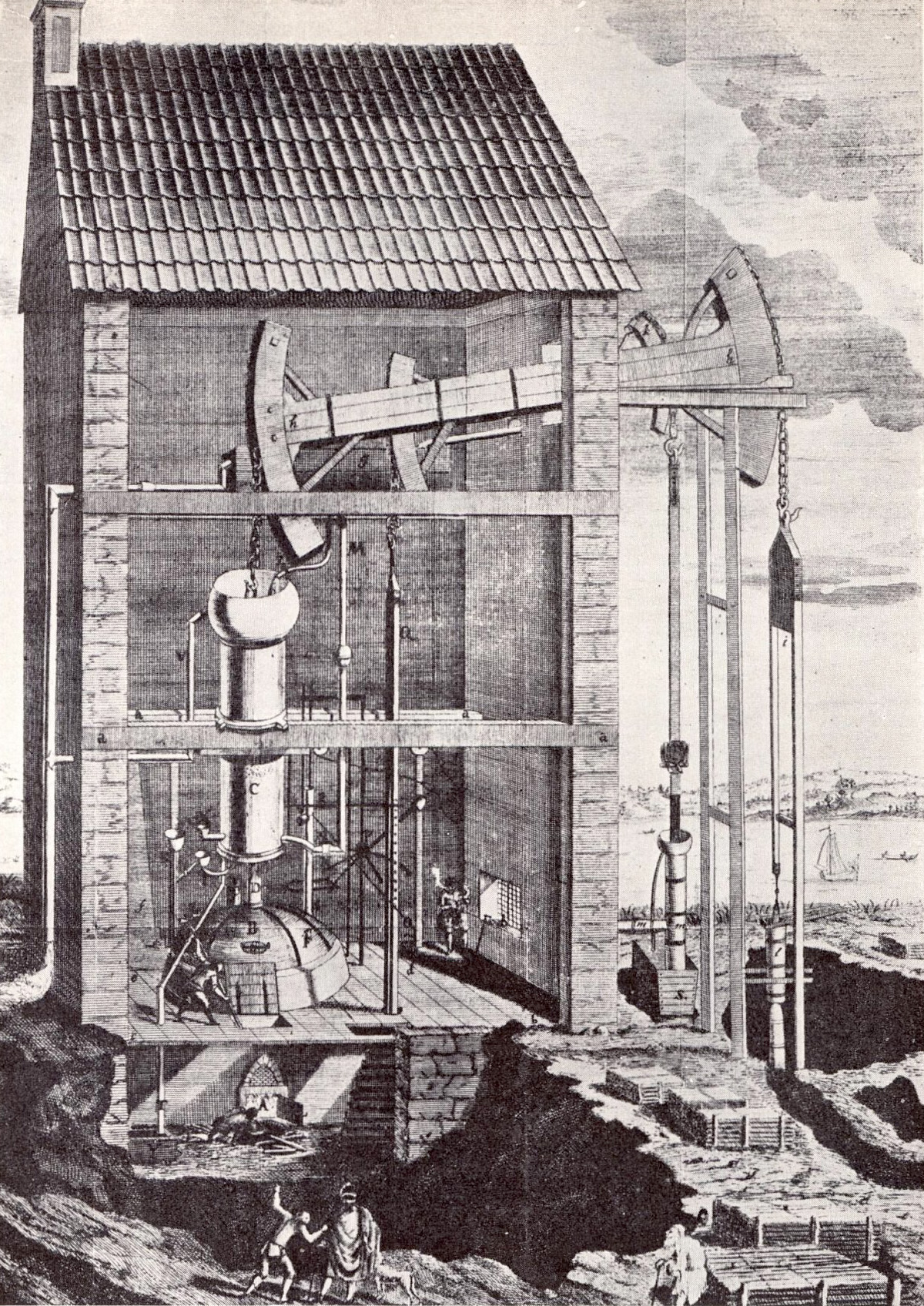
Triewalds eld- och luftmaskin i Dannemora gruvor på 1720-talet.

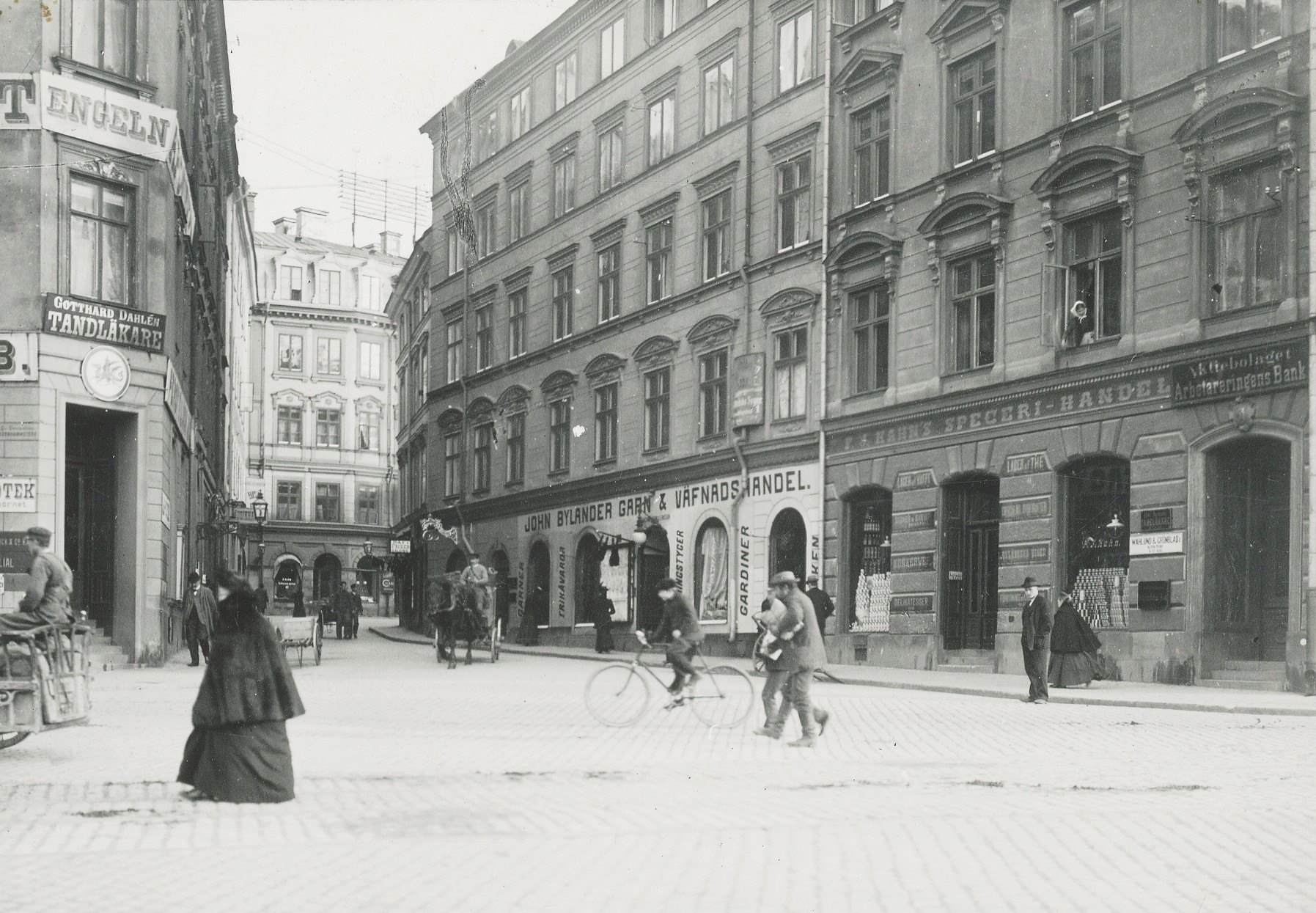
Triewaldsgränd i Gamla stan. Fastigheten till höger (Triewaldsgränd 3) ägdes av Triewald på 1700-taletets början.
Foto från omkring år 1900.

Mårten Triewald var son till ankarsmeden Mårten Triewaldt i Stockholm och Brigitta Noth, en av fyra söner och bror till Samuel Triewald. Triewald ägnade sig åt handel, kom till London och fick 1716 en inspektorsplats vid stenkolsgruvor i Newcastle, där han studerade mekanik och noga undersökte "eldmaskinerna" (ångmaskinen) samt i åtskilligt förbättrade dessas konstruktion. 
Han återvände till Sverige 1726 och byggde vid Dannemora gruvor en ångmaskin eller som det uttrycktes på den tiden en "eld - och luftmachin", det vill säga drevs av eld och luft, där "luft" avsåg vattenånga, för länspumpning av vatten ur gruvor. Denna ångmaskin var enligt nu känd historia den allra första i Sverige för användning i kommersiell verksamhet. Tidigare hade man varit hänvisad till vattenhjul i strömmande vattendrag, hästar i form av exempelvis hästvandring eller mänsklig muskelkraft för olika typ av drivanordningar inom gruvor och industri.
Både ingenjörer och vetenskapsmän vallfärdade vid denna tid ner till Europa för att hämta nya idéer, där England hade kommit längst i utvecklingen av ångmaskinen för användning inom gruvnäring och järnframställning. Mårten Triewald var en av de första i Sverige att anamma dessa nya tekniska innovationer och kom på så sätt att svara för ett betydande pionjärarbete i introduktionen av bland annat ångmaskinen i Sverige.  
Åren 1728 och 1729 höll Triewald föreläsningar i mekanik på Riddarhuspalatset i Stockholm, vid vilka han, assisterad av Daniel Menlös, demonstrerade en avancerad samling fysikaliska instrument som han inköpt i England. Dessa instrument övertogs 1732 av Lunds universitet, vilket som "betalning" tilldelade Menlös en professur i matematik. Triewald utnämndes till director mechanicus, ägnade sig en tid åt järnförädling i Västmanland och blev "såsom den ende lämplige inom landet" 1735 kapten-mekanikus vid fortifikationen samt fick en årlig pension av ständerna. År 1729 bildade han dessutom ett dykeribolag och skrev avhandlingen "Konsten att lefa under watn", som beskrev dykning i öppna dykarklockor och redskap för dykare.
Triewald intresserade sig även för biodling och utgav en Tractat om bij (1728). Han invaldes 1729 i Vetenskapssocieteten i Uppsala och var en bland Vetenskapsakademiens sex stiftare (1739). Han var även medlem av Royal Society i London. Han skrev tekniska och ekonomiska uppsatser i Vetenskapsakademiens handlingar och utgav bland annat Queries Concerning the Cause of the Cohesion of the Parts of Matter (1729, i "Philosophical Transactions"), de epokgörande Föreläsningar öfver naturkunnigheten (två band, 1735-36) och Beskrifning om en eld- och luftmachin vid Dannemora grufvor (1746).
Den malmgård som han lät uppföra strax väster om Smedsudden vid Mälaren i Stockholm finns fortfarande kvar.
Mårten Triewalds dotter Margareta Elisabeth var gift med revisor Johan Falksson (död 1779) som arrenderade Hersby gård på Lidingö.
Mårten Triewald hade en bror vid namn Samuel von Triewald - poet, statsråd, översättare och en av Sveriges första litterära kritiker; sedermera invaldes även han i Vetenskapsakademien.

## Övrigt
Andra personer som har haft stor betydelse för införande ångmaskinstekniken i Sverige:
- Eric Thomas Svedenstierna företog en resa 1802-1803 till England och Skottland för att studera , mineral- och malmfyndigheter och hur järnframställningen gick till. En detaljerad reseskildring finns från denna resa där stora "eld- och luftmachiner" - ångmaskiner i effektklassen 70-90 hk beskrivs som användes vid järnframställningen för drivning av blåsmaskiner och även de relativt nya järnvägarna med vagnar som drogs av hästar innan ångloket var uppfunnet. Han fick också träffa en son till James Watt som arbetade i sin fars firma.[4]

- Abraham Niclas Edelcrantz gjorde flera resor nere i Europa för att hämta upp idéer, bland annat en resa 1801-1804 till England, Tyskland, Holland och Frankrike. Resan till England företogs nästan samtidigt med att Eric Thomas Svedenstierna var i England. Inför resan hade han fått i uppdrag att i England införskaffa fyra ångmaskiner där han kom i kontakt med den framstående ångmaskinsteknikern och konstruktören Samuel Owen som så småningom flyttade till Sverige (1809).

### Fotnoter
1. 1 2  Bibliothèque nationale de France, BnF Catalogue général : öppen dataplattform, id-nummer i Frankrikes nationalbiblioteks katalog: 15041861b, läst: 10 oktober 2015.[källa från Wikidata]
2. ↑  "Maskin" stavades tidigt som machin, förmodligen ett arv från tyskans maschine som på slutet av 1800-talet ändrades till maskin.
3. ↑  "Triewald gjorde karriär som smakdomare", artikel i Svenska Dagbladet 29 oktober 2008.
4. ↑  Resa igenom en del af England och Skottland åren 1802 och 1803 af Eric Th. Svedenstierna.